# TOM1L2
TOM1L2‏ (Target of myb1 like 2 membrane trafficking protein) هوَ بروتين يُشَفر بواسطة جين TOM1L2 في الإنسان.